# Uber
Uber je američka međunarodna kompanija, koja ima mobilnu aplikaciju i transportnu mrežu koja se takođe naziva Uber. Mobilna aplikacija omogućava korisnicima da pronađu prevoz i plate preko interneta. Procenjuje se da Uber ima preko 100 miliona korisnika širom sveta i 69% tržišnog udela u SAD.
Uber je osnovan kao UberCab u San Francisku od strane Travisa Kalanika i Gereta Kampa 2009. godine. Tri godine kasnije, Uber je počeo da otvara međunarodne kancelarije. Mnoge vlade i taksi kompanije protestvovale su protiv Ubera, rekavši da je upotreba nelicenciranih vozača nesigurna i nezakonita. Dara Khosrowshahi, jedan od istaknutih i poznatih menadžera u svetu tehnologije i biznisa, danas je poznat kao generalni direktor Ubera, najveće svetske kompanije za internet prevoz.

## Spoljašnje veze
- Uber на веб-сајту